# Charles Erskine (Lord Tinwald)
Charles Erskine, également écrit Areskine, (1680 - 5 avril 1763) est Lord Advocate, un juge écossais et un homme politique qui siège à la Chambre des communes de 1722 à 1742.

## Biographie
Il est le troisième fils de Sir Charles Erskine (1er baronnet), d'Alva, Clackmannanshire et de son épouse Christian Dundas, fille de Sir James Dundas (Lord Arniston) (en). Il fait ses études à Édimbourg en 1693. À l'âge de 20 ans, il est candidat au poste de l'un des quatre régents de l'Université d'Édimbourg et, après un examen avec plusieurs concurrents, occupe ce poste du 26 novembre 1700 au 17 octobre 1707. Le 7 novembre, il est nommé premier professeur de droit public à l'Université en 1707, malgré les protestations du conseil. Il est à Utrecht vers 1710 et est devenu membre de la Faculté des avocats le 14 juillet 1711.
Il est élu député de Dumfriesshire en 1722, 1727 et 1734, pour les Dumfries Burghs en 1734, pour les Tain Burghs en 1741. Il est solliciteur général de l'Écosse à partir du 2 juin 1725, Lord Advocate du 20 janvier 1737 à 1742. Il est nommé Lord Justice, et sur le banc le 23 novembre 1744 en tant que Lord Tinwald. Il est également Lord Justice Clerk du 15 juin 1748 jusqu'à sa mort.

## Famille
Il épouse Grizel Grierson, fille de John Grierson de Barjarg le 21 décembre 1712 par qui il hérite de la tour Barjarg.
Il épouse en secondes noces Elizabeth Maxwell, veuve du Dr William Maxwell de Preston, Lancashire, et fille de William Harestanes of Craigs, Kirkcudbright le 26 août 1753. Il meurt à Édimbourg le 5 avril 1763 laissant deux fils par sa première épouse:
- James Erskine
- Charles Erskine avocat et député d' Ayr Burghs de 1747 à 1749.

Le frère d'Erskine, Sir John Erskine, était également député.

## Liens biographiques
- Notice dans un dictionnaire ou une encyclopédie généraliste :   - Oxford Dictionary of National Biography
- Notices d'autorité :   - VIAF
  - ISNI
  - BnF (données)
  - IdRef
  - LCCN
  - GND
  - Pologne
  - WorldCat